# Rico Gulda
Rico Gulda (* 9. April 1968 in Zürich) ist ein österreichischer Pianist, Intendant, Kulturmanager und Produzent.

## Leben
Rico Gulda wurde als Sohn des Pianisten Friedrich Gulda und dessen zweiter Ehefrau, der japanischen Pianistin und Komponistin Yuko Wakiyama, in Zürich geboren. Er wuchs in München auf und erhielt mit fünf Jahren seinen ersten Klavierunterricht. Ab dem zwölften Lebensjahr studierte er bei Ludwig Hoffmann und später bei Noel Flores an der Musikhochschule Wien. Zudem wurde er in Meisterkursen von Dmitri Baschkirow und Oleg Maisenberg sowie von seinem Vater unterrichtet. Später absolvierte er eine Ausbildung zum Kulturmanager an der Universität Wien.
Gulda trat international als Solist und Kammermusiker auf und arbeitete mit Orchestern wie den Wiener Philharmonikern, dem Belgian National Orchestra, dem Orchestra della Svizzera italiana, dem Orchestra Sinfonica di Milano, dem Bruckner Orchester Linz, dem Mozarteumorchester Salzburg oder dem Neuen Philharmonieorchester Japan. Mit dem Bariton Florian Prey verbindet ihn eine künstlerische und private Freundschaft. Mit seinem Halbbruder Paul Gulda und der Pianistin Martha Argerich spielte er zahlreiche Konzerte, die dem Gedenken an seinen im Jahr 2000 verstorbenen Vater gewidmet waren, unter anderem in München, Warschau, Lugano und Japan. Gulda hat mehrere CDs eingespielt und betätigt sich auch als Produzent.
Lehrtätigkeiten im Fach Klavier führten Gulda unter anderem an das Mozarteum in Salzburg sowie an die Hansei University in Südkorea. Er wirkte als Gastdozent  an der Franz-Liszt-Musikakademie in Budapest, an der Hochschule für Musik Würzburg und der Donau-Universität Krems. Außerdem war er Juror bei internationalen Musikwettbewerben.
Seit 2013 ist Gulda Intendant der Oberösterreichischen Stiftskonzerte.  Als Assistent der Geschäftsführung begann er 2007 seine Tätigkeit für das Wiener Konzerthaus, dessen künstlerischer Betriebsdirektor er von 2013 bis 2025 war. Im März 2025 übernahm Gulda die Position des Generalintendanten der Esterhazy Privatstiftung, wo er die Koordination der Oper im Steinbruch St. Margarethen, des Herbstgold-Festival und der Konzert-Reihe „classic.Esterhazy“ verantwortet.
Gulda war mit der Pianistin Ferhan Önder verheiratet und hat eine Tochter.

## Diskografie
- Schubert Klaviersonate D 784 & 3 Klavierstücke D946 (Gramola; 1997)
- Art Cult Concert: Klavier zu vier Händen. Rico Gulda und Michael Badura-Skoda spielen Mozart und Schubert (Austria Tabak, Art Cult; 1999)
- Schuman: Album Für Die Jugend Op. 68 (Naxos; 2001)
- Schubert – Piano Works For Four Hands. Mit Christopher Hinterhuber, Klavier (Naxos; 2002)
- Hermann Prey: Die Lieder Meines Vaters. Ausgewählt Von Florian Prey. Mit Hermann Prey, Florian Prey, Karl Engel, Friedrich Gulda, Leonard Hokanson, Michael Krist, Wolfgang Sawallisch (Deutsche Grammophon; 2008)